# Substantivo coletivo
Um substantivo coletivo designa, em gramática, um conjunto de objetos da mesma espécie; em geral os objetos devem estar em condições especiais para a acepção se aplicar. Em muitos casos, pode haver mais de um coletivo, dependendo da condição dos objetos. E  é aquele que particulariza seres distinguindo-os da sua espécie, como entidades, países, cidades, estados, continentes, planetas, oceanos, dentre outros. Esse termos são sempre grafados em letras maiúsculas. são palavras que designam seres sem existência própria, que dependem de outros seres para existirem. Designam conceitos, e realidades imateriais. Indicam qualidades, noções, estados, ações, sentimentos e sensações de outros seres.

## Substantivos coletivos de animais

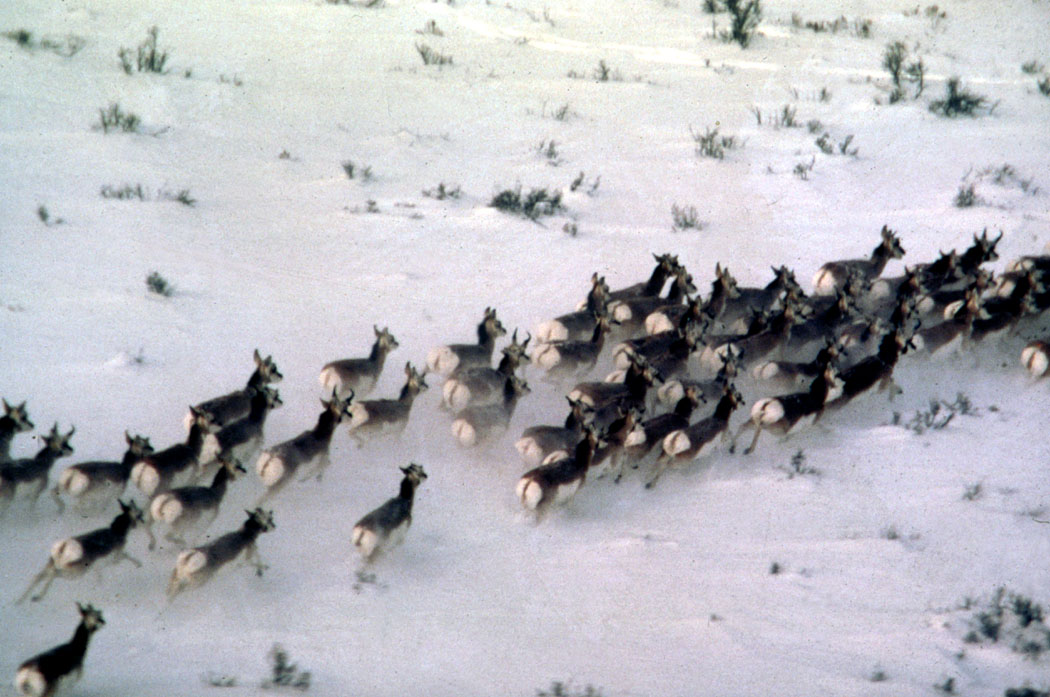
Uma manada de antilocapras

Lista de substantivos coletivos de animais:
- Alcateia — de lobos e leões[1];
- Baleal — de baleias[2];
- Bando — de pássaros[1];
- Boiada — de bois[1] (Manada em Portugal e Brasil)[3];
- Burricada — de burros[1];
- Cardume — de peixes[1];
- Cáfila — de camelos e dromedários[1];
- Enxame — de abelhas[1] (alternativamente, Colmeia)[3];
- Fato — de cabras[1];
- Fauna — de animais de uma região[1];
- Gataria — de gatos[1];
- Associação de mamíferos — de golfinhos[4];
- Manada — de bovinos; de gnus; de cervos; de antilocapras; de antilopes; de cavalos; de porcos; de carneiros; de bodes; de camelos; de elefantes;
- Matilha — de cães, de canídeos[1];
- Clãs— de hienas; Texugos; lontras;
- Ninhada — de filhotes[1];
- Nuvem — de gafanhotos[1];
- Panapaná — de borboletas[1];
- Rebanho — de ovelhas e carneiros; cabras; de bodes; de gado[1];
- Revoada — de aves em voo[1]: pardais, pombos, etc.[5]
- Trompa — de lhamas; de Alpacas; de camelos[1];
- Tropa — cavalos; de asnos; de burros; de zebras[5] (e soldados portugueses, num contexto de giria)[6];
- Vara — de porcos[1];

## Substantivos coletivos de plantas
- Arvoredo — árvore[1] quando constituem maciço[5];
- Bosque — de árvores[1];
- Cacho — de frutas[1], quando reunidas sob um mesmo talo[5];
- Carvalhal ou reboredo — de carvalhos[1];
- Cercal — de carvalhos cerquinhos[7];
- Flora — de plantas de uma região[1];
- Herbário — coleção de plantas secas prensadas[1];
- Olival — de oliveiras[1];
- Penca — de frutas, quaisquer[5];
- Pomar — de frutíferas[1];
- Ramalhete — de flores[3];
- Réstia — de alhos, de cebolas[1];
- Souto ou castinçal — de castanheiros[1].

## Substantivos coletivos de pessoas

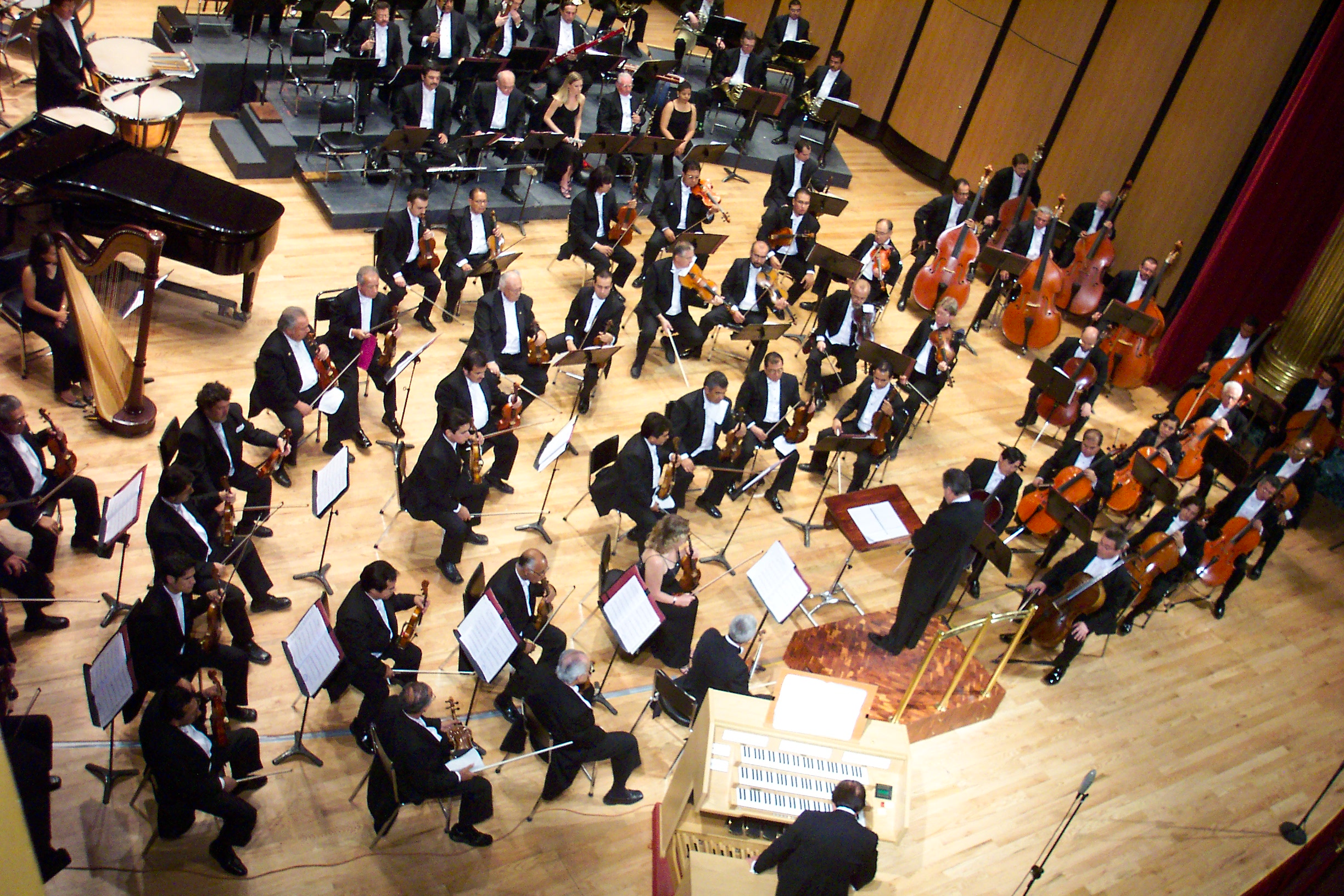
Orquesta Filarmonica de Jalisco

- Assembleia — de parlamentares, de pessoas em geral.[1];
- Banda — de instrumentistas tocando a mesma peça.[1];
- Batalhão, legião, pelotão, tropa — de soldados[1] de uma determinada repartição[5];
- Caravana — de viajantes em uma mesma viagem[1];
- Choldra ou Corja — de malandros[1];
- Chusma — de marinheiros[3];
- Conclave — de cardeais reunidos para eleger o papa[1];
- Congregação — professores de faculdade[5] (alternativamente, religiosos[1]);
- Consistório — de cardeais reunidos para prestar assistência ao papa[5];
- Corpo docente — de professores[1] de estabelecimento primário e secundário[5]; tambem usado para ensino superior[8];
- Elenco — de atores, de artistas[1];
- Emanauê — índios da mesma tribo
- Exército — de soldados[5];
- Família — de parentes[1];
- Farândula — de mendigos[1];
- Multidão — de seres humanos[1];
- Orquestra ou Camerata — de instrumentistas[1] de quaisquer instrumentos tocando a mesma peça (a camerata é uma orquestra de pequeno porte)[5];
- Plêiade — de artistas correlacionados[1];
- Prelatura — de bispos[1];
- População, povo — de pessoas de uma determinada entidade geográfica[1];
- Quadrilha — de bandidos ou de dança junina[1]. [carece de fontes?];
- Tertúlia — parentes em reunião[1];
- Time (no Brasil) ou Equipa (em Portugal)[9] — de jogadores de uma modalidade esportiva, que jogam juntos[1]
- Turma (ou classe) — de alunos assistindo à mesma aula, de clube ou federação[1]. No Brasil, também trabalhadores da mesma organização[5];

## Substantivos coletivos de unidades de tempo
- Dia — 24 horas
- Semana — sete dias
- Novena — nove dias
- Quinzena — quinze dias
- Mês — trinta dias
- Bimestre — dois meses
- Trimestre — três meses
- Quadrimestre — quatro meses
- Quinquimestre — cinco meses
- Semestre — seis meses
- Septuamestre — sete meses
- Octamestre — oito meses
- Nonamestre — nove meses
- Decamestre — dez meses
- Andecamestre — onze meses
- Ano — doze meses
- Biênio — dois anos
- Triênio — três anos
- Quadriênio — quatro anos
- Lustro ou Quinquênio — cinco anos
- Década — dez anos
- Século — cem anos

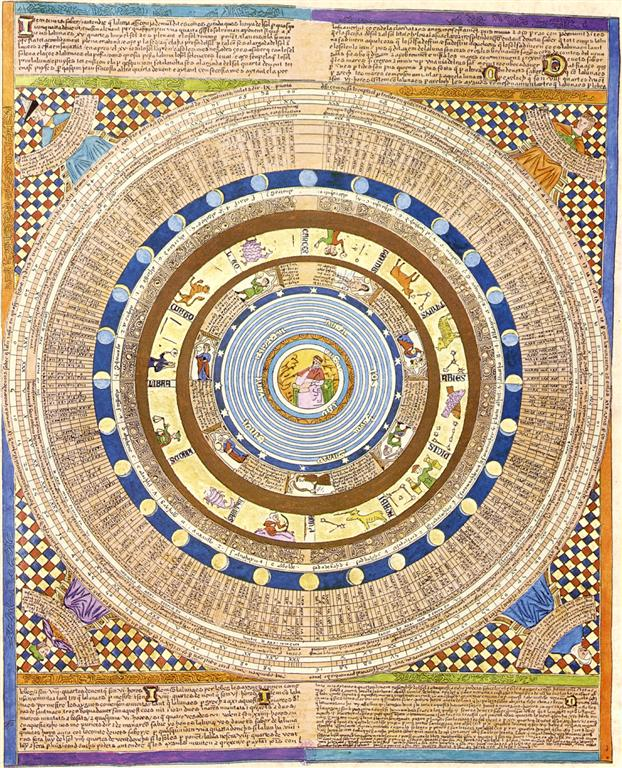
Calendário do Atlas Catalão de Abraham e Jehuda Cresques (1375).

- sesquicentenário ou sesquisséculo — cento e cinquenta anos
- Milênio — mil anos[1];

## Outros substantivos coletivos
- Abecedário ou alfabeto — de letras[1] distintas que representam fonemas em um determinado idioma.[5];
- Abotoadura — botão de qualquer peça de vestuário[5];
- Alameda — árvores em linha[5];
- Álbum — de fotografias, de figurinhas[5];
- Armada, esquadra, frota — de navios de guerra[5];
- Arquipélago — de ilhas agrupadas em uma mesma região[1];
- Arsenal — de armas;
- Atlas — de mapas[1];
- Baixela — de utensílios de mesa[5];
- Biblioteca — de livros organizados em prateleiras[5];
- Cabidela — de moedas[1];
- Constelação — de estrelas[1] em uma mesma região, às quais se associa uma figura mitológica.[5];
- Cordilheira, serra — de montanhas[1];
- Discoteca — de discos musicais[1];
- Esquadrilha — de aviões[1];
- Falange — de anjos[1];
- Legião — de anjos e demônios[10];
- Molho — de chaves[1];
- Pilha — de objetos colocados um em cima do outro[1];
- Pinacoteca — de quadros, pinturas[1];
- Programa — de projetos[5];